# Paa Fribillet
Paa Fribillet er en amerikansk stumfilm fra 1921 af Charles Chaplin.

## Medvirkende
- Charles Chaplin som Tramp / Husband
- Edna Purviance
- Mack Swain
- Henry Bergman
- Al Ernest Garcia
- John Rand
- Rex Storey
- Lita Grey